# MedlinePlus
MedlinePlus與MedlinePlus醫學百科（MedlinePlus Medical Encyclopedia）是一個存放有关健康与医疗訊息的網站，內容來自屬於美國國家衛生研究院的美國國家醫學圖書館（United States National Library of Medicine）。除此之外，也提供了線上醫學辭典，以及藥物索引、醫學新聞報導等服務。

## 外部連結
- (html). 2007-09-18  [2007-09-18]. （原始内容存档于2019-10-02） （英语）.